# Hueso nasal
El hueso nasal (hueso propio de la nariz) es un hueso de la cara, par, corto y compacto, en forma cuadrilátero, con dos caras (anterior y posterior) y cuatro bordes  (superior, inferior, lateral o externo y medial o interno). Ambos huesos propios forman la raíz y el dorso o puente de la nariz. El borde medial de cada uno se articula con su homólogo, constituyendo la sutura internasal. El borde lateral (externo) se articula con la apófisis ascendente del maxilar superior. Su borde superior con el hueso frontal y su borde inferior con el cartílago nasal (o cartílago dorsal). Su cara interna se articula con la lámina perpendicular del etmoides, que forma parte del septo nasal.

## Articulaciones
Los huesos nasales se articulan con cuatro huesos:  
- Cráneo: el frontal y el etmoides
- Cara: el hueso nasal opuesto y el maxilar.

## En animales
En primitivos peces óseos y tetrápodos, los huesos nasales son los más anterior de un conjunto de cuatro  pares de huesos que forman la bóveda craneal, que son seguidos en secuencia por los frontales, los parietales, y los postparietales. Su forma en especies vivas es muy variable, dependiendo de la forma de la cabeza, pero generalmente forman el techo de la boca o del pico, que va desde las fosas nasales a una posición corta de las órbitas. En la mayoría de los animales, son generalmente,  proporcionalmente mayor que en los seres humanos o los grandes simios, a causa de sus caras cortas. En las tortugas, inusualmente,los huesos nasales faltan, con los huesos prefrontales de la órbita de llegar hasta el final a las fosas nasales.